# Кубок Греції з футболу 1963—1964
Кубок Греції 1963—64 — 22-й розіграш Кубка Греції.

## Чвертьфінали
| Господарі    | Результат | Гості           |
| ------------ | --------- | --------------- |
| Панатінаїкос | 3-0       | Візас           |
| Пієрікос     | 2-0       | Аполлон Смірніс |
| Проодефтікі  | 0-1       | АЕК             |
| Олімпіакос   | 5-1       | Атромітос       |

## Півфінал
| Господарі    | Результат | Гості      |
| ------------ | --------- | ---------- |
| Пієрікос     | 1-3       | АЕК        |
| Панатінаїкос | 1-1       | Олімпіакос |

## Фінал
Фінал не відбувся, тому що Панатінаїкос і Олімпіакос були дискваліфіковані через порушення дисципліни прихильниками обох клубів. У зв'язку з цим нагороду отримав АЕК.